# Seznam društev Zveze kulturnih društev Kranj
Seznam društev Zveze kulturnih društev Kranj v Sloveniji 

### Č
- Črnogorsko kulturno prosvetno in športno društvo Morača Kranj

### D
- Delavsko prosvetno društvo Svoboda Stražišče Kranj
- Društvo bazen Kranj, Kulturni center
- Društvo bibliotekarjev Gorenjske
- Društvo kulturnih dejavnosti Vagant Kranj Primskovo
- Društvo Likovnikov Cerklje
- Društvo Obrtniški pevski zbor Kranj
- Društvo Pungert Kranj
- Društvo upokojencev Kranj
- Društvo upokojencev Naklo

### F
- Folklorno društvo Preddvor
- Folklorno društvo Šenčur
- Fotografsko društvo Janez Puhar Kranj

### G
- Galerija Planika Kranj
- Glasbeno društvo sveti Mihael Olševek
- Gledališče Šenčur, Društvo za kulturno in fotografsko umetnost
- Gledališko društvo Gardelin Kokrica
- Gledališko društvo Mladinski oder Kranj
- Gorenjsko umetniško društvo Kranjski komedijanti

### H
- Hortikulturno društvo Kranj

### J
- Jazz društvo Kranj

### K
- Klub študentov Kranj
- Kulturni klub Liberius Cerklje
- Kulturno društvo Akademska folklorna skupina Ozara Kranj
- Kulturno društvo Akademski pevski zbor France Prešeren Kranj
- Kulturno društvo Akademski pevski zbor France Prešeren Kranj
- Kulturno društvo Ariana Jezersko
- Kulturno društvo BB Teater Kranj
- Kulturno društvo Brdo Kranj
- Kulturno društvo Davorina Jenka Cerklje
- Kulturno društvo De profundis Kranj
- Kulturno društvo Dobrava Naklo
- Kulturno društvo Folklora Cerklje na Gorenjskem
- Kulturno društvo Folklorna skupina Iskraemeco Kranj
- Kulturno društvo Gimnazije Kranj
- Kulturno društvo Godba Cerklje
- Kulturno društvo Goriče
- Kulturno društvo Gorenjski oktet Kranj
- Kulturno društvo Hiša čez cesto Srednja vas
- Kulturno društvo Ignacija Borštnika Cerklje
- Kulturno društvo Izdaja Kranj
- Kulturno društvo Josipine Turnograjske za ohranitev Slovenske in svetovne dediščine Preddvor
- Kulturno društvo Jožeta Paplerja Besnica
- Kulturno društvo Komorni zbor Gallus Kranj
- Kulturno društvo Kranjčani materam Kranj
- Kulturno društvo Kranjski kvintet Kranj
- Kulturno društvo Lutke čez cesto Kranj
- Kulturno društvo Lutkovno gledališče Kranj
- Kulturno društvo Mešani pevski zbor Musica viva Kranj - Primskovo
- Kulturno društvo Moški pevski zbor Maj Kranj
- Kulturno društvo Mysterium Kranj
- Kulturno društvo Nebo Kranj
- Kulturno društvo Oktet Klas Predslje
- Kulturno društvo Osnovne šole Šenčur
- Kulturno društvo Pesmi pojmo Preddvor
- Kulturno društvo Pihalni orkester Mestne občine Kranj
- Kulturno društvo Pihalni orkester občine Šenčur
- Kulturno društvo Qulenium Kranj
- Kulturno društvo Sava Kranj, Folklorna skupina Sava Kranj
- Kulturno društvo sejalec Besnica
- Kulturno društvo Simona Jenka - Šmonca Mavčiče
- Kulturno društvo Šenturška Gora
- Kulturno društvo Tabor Podbrezje
- Kulturno društvo Utrip Šenčur
- Kulturno prosvetno društvo Simon Jenko Trboje
- Kulturno prosvetno društvo Tone Šifrer Žabnica
- Kulturno-športno društvo Bela zvezda Duplje
- Kulturno-športno društvo Demaco Kranj
- Kulturno-turistično društvo in tehnično društvo Mc Wou Mavčiče
- Kulturno-turistično društvo Pod krivo jelko Duplje
- Kulturno-umetniško društvo As Teater Kranj
- Kulturno-umetniško društvo Bitnje
- Kulturno-umetniško društvo Delaj Eegol, društvo za avdiovizualne dejavnosti Kranj
- Kulturno-umetniško društvo Denktimes Bašelj
- Kulturno-umetniško društvo Hotimir Hotemaže
- Kulturno-umetniško društvo Jezersko
- Kulturno-umetniško društvo Kiks Kranj
- Kulturno-umetniško društvo Kokrica
- Kulturno-umetniško društvo Kranj
- Kulturno-umetniško društvo Krvavec Spodnji Brnik
- Kulturno-umetniško društvo Lik Naklo
- Kulturno-umetniško društvo Lutkovno gledališče Tri Kranj
- Kulturno-umetniško društvo Mali vrh Nemilje - Podblica
- Kulturno-umetniško društvo Matija Valjavec Preddvor
- Kulturno-umetniško društvo Mladi svet Kranj
- Kulturno-umetniško društvo Nor Kranj
- Kulturno-umetniško društvo Pod lipo Adergas
- Kulturno-umetniško društvo Psihoart Golnik
- Kulturno-umetniško društvo Predoslje
- Kulturno-umetniško društvo Storžič Pangršica
- Kulturno-umetniško društvo Subart Kranj, Trainstation SubArt
- Kulturno-umetniško društvo Toj To! Kranj
- Kulturno-umetniško društvo Tribal bizzare Šenčur
- Kulturno-umetniško društvo Triglav Duplje
- Kulturno-umetniško društvo Valentin Kokalj Visoko

### L
- Likovno društvo Kranj
- Likovno društvo Preddvorski samorastniki

### M
- Makedonsko kulturno društvo Sv. Ciril in Metod Kranj
- Mažoretni in twirling klub Kranj

### P
- Pevsko društvo Moški komorni zbor Šenčur
- Pevsko društvo Šenčurski zvon
- Plesni klub Tinča Kranj

### S
- Srbsko kulturno društvo Petar Kočiæ Kranj
- Srbsko kulturno-prosvetno društvo sveti Sava Kranj

### Š
- Športno in kulturno-umetniško društvo Šenčurativa Šenčur
- Športno, kulturno-prosvetno društvo slepih in slabovidnih Tomo Zupan Kranj
- Športno, kulturno-umetniško društvo Pozitivna energija Kranj

### U
- Ultima, kulturno-umetniško društvo Strahinj
- Umetniško društvo Teater Preddvor

### V
- Video filmski klub Kranj

### Z
- Zveza ustvarjalnih društev Kranj